# Новопоселённая Лебёдка
Новопоселённая Лебёдка — деревня в Новошешминском районе Татарстана. Входит в состав Краснооктябрьского сельского поселения.

## География
Находится в центральной части Татарстана на расстоянии приблизительно 16 км по прямой на востоко-юго-восток от районного центра села Новошешминск у речки Лебёдки.

## История
Известна приблизительно с середины XVIII века.

## Население
Постоянных жителей было: в 1782 — 51 душа мужского пола, в 1859 — 251, в 1897 — 389, в 1906 — 365, в 1920 — 406, в 1926 — 276, в 1949 — 244, в 1958 — 290, в 1970 — 254, в 1979 — 155, в 1989 — 54, в 2002 — 176 (русские 78 %), 116 — в 2010.

## Инфраструктура
Неполная средняя школа. 

## Экономика
Полеводство, скотоводство. 